# Улюнхан
Улюнхан (рос. Улюнхан) — улус Курумканського району, Бурятії Росії. Входить до складу Сільського поселення Улюхан евенкійське.
Населення — 678 осіб (2015 рік).